# Религия в Индонезии

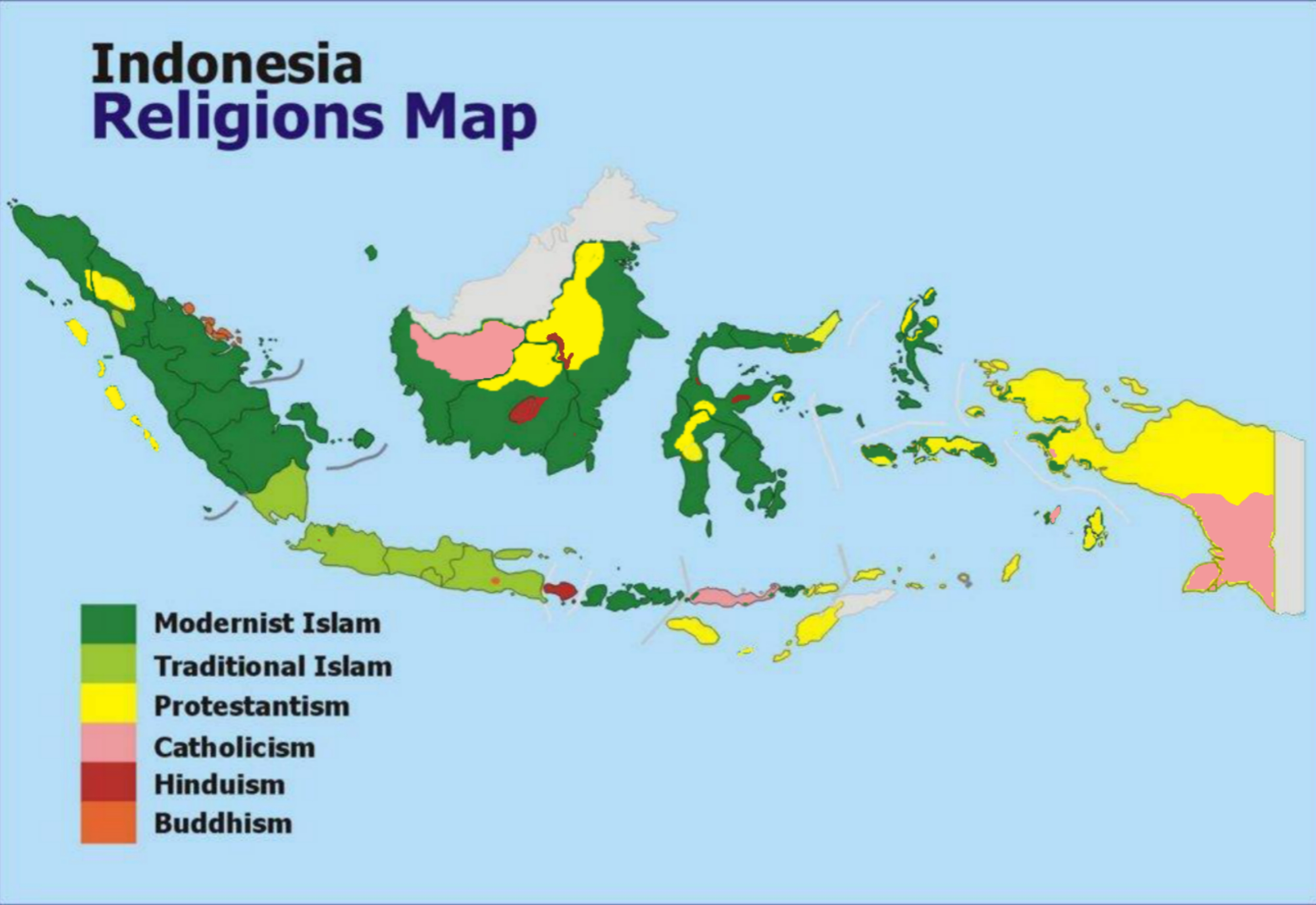
Карта религий в Индонезии

Тесные контакты с Китаем, Индией и Европой исторически способствовали религиозному и культурному разнообразию на территории Индонезии. Согласно данным переписи 2000 года, доля мусульман составляет 86,1 %, протестантов — 5,7 %, католиков — 3 %, индуистов — 1,8 %, буддистов и приверженцев других религий — 3,4 %.
Статья 29 конституции Индонезии страны утверждает, что государство базируется на вере в одного Бога, и гарантирует право граждан на свободу вероисповедания. Преамбула проекта конституции, разрабатывавшегося во время борьбы за независимость страны, упоминала необходимость для мусульман следовать законам шариата, но эта фраза была удалена из проекта в августе 1945 года. Попытки отдельных партий и движений добавить упоминания шариата в статью 29 конституции во время конституционной реформы 1999—2002 успеха не имели.
«Официально признанными» (например, при переписях населения) являются шесть (с 1978 по 1998 год, пять) религий: ислам, протестантизм, католицизм, индуизм, буддизм и конфуцианство. Первоначальный список, провозглашённый президентом Сукарно в 1965 г включал конфуцианство, но оно было устранено из списка «официальных» религий правительством Сухарто в 1979 г. В связи с этим жители страны могли указывать конфуцианство как свою религиозную принадлежность в переписи 1971 г, но не в последующих переписях (1980, 1990, 2000), при которых приверженцы конфуцианства (не являющиеся в то же время мусульманами, христианами, или буддистами) засчитывались как «прочие».

## Ислам

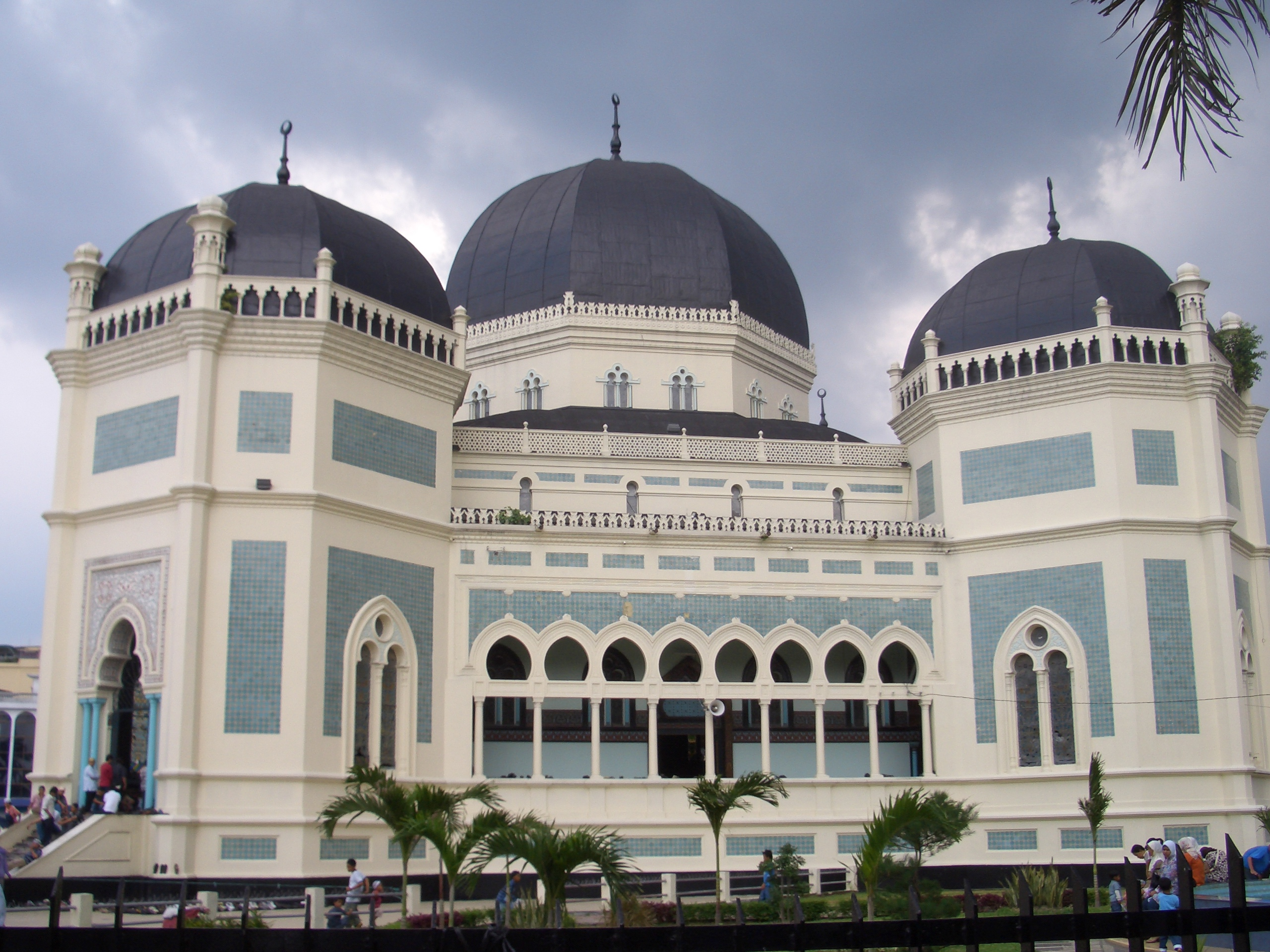
Мечеть в Медане, Северная Суматра

Индонезия — самая многонаселённая мусульманская страна мира, где количество приверженцев ислама превышает 88 %. Традиционно, мусульманское население сконцентрировано в наиболее густонаселённой, западной части страны, на островах Ява и Суматра. Доля мусульман на более восточных островах гораздо ниже. Большинство мусульман страны — сунниты, хотя проживает также около миллиона шиитов, сконцентрированных в районе Джакарты.
Торговцы из западной Индии, которые были преимущественно мусульманами, стали посещать западные острова Индонезии начиная с XII века. В то же время имеются доказательства о более ранних посещениях островов арабскими торговцами, возможно уже в VIII веке, однако тогда это не привело к массовой исламизации населения. В XIII—XV столетия ислам активно распространялся и процветал на данной территории, стал проникать во все сферы жизни населения. Как и торговые связи, религия распространялась с запада на восток, начиная с северной Суматры, затем проникла на Яву, а к XV веку — на полуостров Малакка. К XVI веку индуистское большинство сохранилось лишь на острове Бали. Население более восточных островов, бывшее анимистами будет в последующие века обращено либо в ислам, либо в христианство европейскими миссионерами.
Последнее индуизированное королевство Маджапахит теряло своё влияние к концу XV — началу XVI веков под растущей силой исламизированного султаната Демак, и пало в 1520 году. Европейская колонизация, как это ни парадоксально, также способствовала распространению ислама. Торговцы-мусульмане вынуждены были покинуть крупные порты и переселиться в менее значительные, что привело к распространению этой религии в отдалённой сельской глубинке. После обретения страной независимости и до сегодняшнего дня ислам также укрепляет свои позиции. Внутренние миграции последних десятилетий расширили географию ислама, повысив долю мусульманского населения в восточных, главным образом христианских регионах.

## Христианство

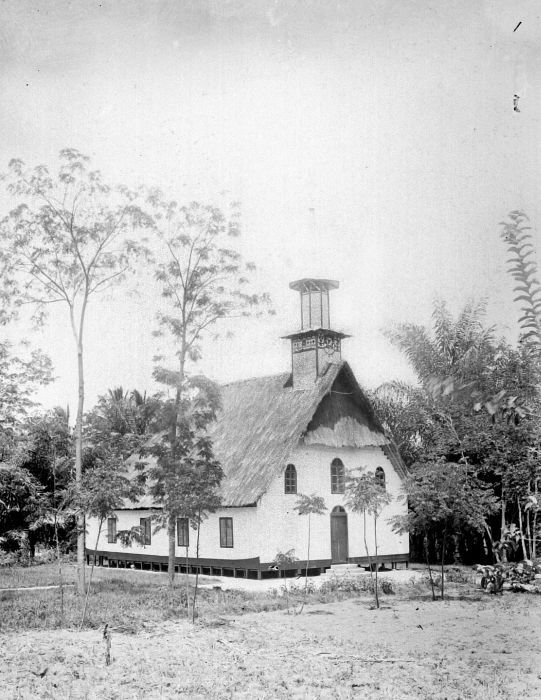
Церковь в батакской деревне, регентство Самосир, Северная Суматра, начало XX века

Христианство — вторая религия Индонезии по количеству верующих. Правительство страны рассматривает её как 2 различных религии: протестантство (5,85 % населения) и католицизм (3 %).
Правительственные данные о численности христиан и данные самих христианских церквей разнятся. Так, по данным энциклопедии «Религии мира» Дж. Г. Мелтона христиане составляют 12,1 % населения страны. Самые крупные конфессии образуют пятидесятники (9,45 млн), реформаты (6,8 млн), католики (6,65 млн) и лютеране (5,8 млн).
Наибольшая доля христиан отмечается в провинции Восточные Малые Зондские острова (более 90 %), которая включает острова Флорес, Сумба и западную часть острова Тимор. Остров Флорес практически полностью католический, тогда как на островах Тимор, Алор и Сумба преобладают протестанты. В Северном Сулавеси протестанты составляют 65 % населения, около 7 % — католики, в остальных районах Сулавеси преобладают мусульмане. Христиане составляют около половины населения провинции Малуку, а также заметное большинство в провинциях Папуа и Западное Папуа.
В других районах страны доля христиан заметно ниже. Остров Суматра практически полностью мусульманский, за исключением батаков, которые являются протестантами. Доля христиан на острове Ява — всего 5 %, возрастая в столице страны, городе Джакарта, до 12 %. В западном, центральном и восточном Калимантане доля христиан составляет 25—35 %, главным образом даяки. Однако в провинции Южный Калимантан преобладают мусульмане и доля христиан снижается до 1 — 2 %.
Первые значительные следы христианской деятельности пришли на территорию Индонезии вместе с португальскими торговцами в XVI веке. Особенно сильно миссионерская деятельность португальцев проявлялась на Молуккском архипелаге, где была создана первая католическая община. Позже на место португальцев пришли голландцы, распространяя протестантизм, строя многочисленные церкви (в том числе переоборудуя бывшие католические) и организовывая протестантские школы.
Первые попытки португальских миссионеров установить христианство на восточных Малых Зондских островах были сопряжёны с рядом трудностей и потерпели поражение. В то же время последующие попытки, предпринимаемые начиная с начала XVII века имели заметный успех. В XIX веке, вместе с ослаблением влияния Португалии в регионе распространение католицизма несколько снизилось, однако и сегодня католики составляют абсолютное большинство в ряде регионов провинции.
Православных в Индонезии немного. Часть приходов подчиняется Константинопольскому патриархату, около десяти приходов входят в «Индонезийскую миссию» РПЦЗ. Большинство православных в Индонезии составляют местные жители, перешедшие в православие.

## Индуизм

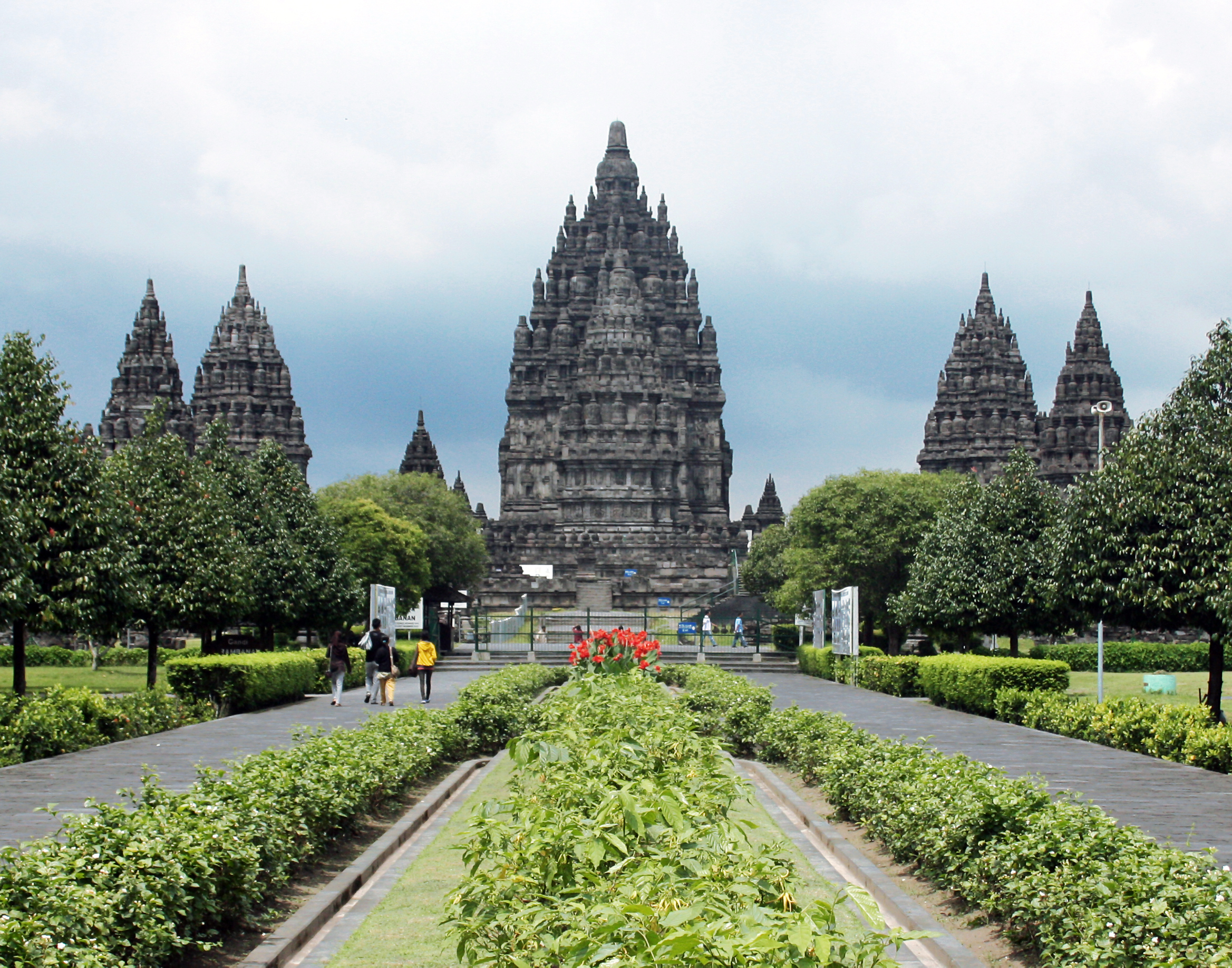
Храмовый комплекс Прамбанан

Индуизм пришёл на индонезийский архипелаг в первые века нашей эры и имел здесь роль доминирующей религии вплоть до окончательного процветания ислама в XVI веке. На сегодняшний день приверженцы этой религии составляют лишь порядка 2 — 3 % от всего населения, тогда как на острове Бали этот показатель в 2010 году составил 83.5 %. Преобладание индуизма на довольно большом историческом этапе объясняется прочными торговыми и культурными связями с Индией. Уже в IV веке на территории архипелага возник ряд индианизированных королевств. Последнее такое королевство — Маджапахит рухнуло в начале XVI века из-за укрепления позиций исламских государств и потери своего значения.
Индуизм на Бали несколько отличается от индийского, уделяя большее внимание различным ритуалам, духам и предкам, а также эстетическим составляющим. На острове находится множество индуистских храмов.

## Буддизм

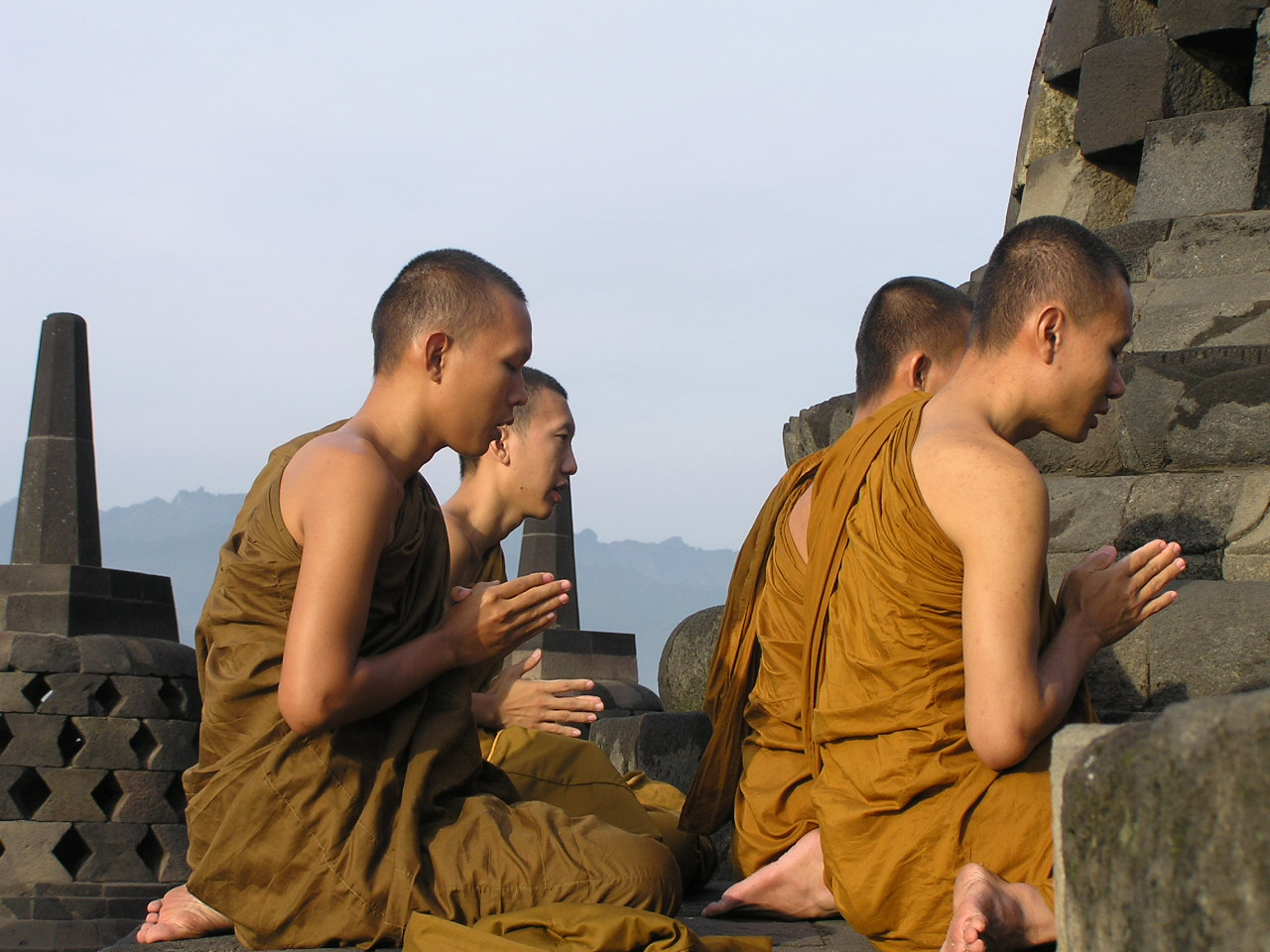
Буддийские монахи в Боробудуре

Буддизм — вторая древняя религия архипелага, проникла сюда около VI века нашей эры и имеет сходную историю с индуизмом. Доля буддистов в населении страны — более 1 %, что, скорее всего не совсем точные и несколько завышенные данные, так как приверженцы конфуцианства и даосизма, которые не признаются официальными религиями, зачастую называют себя буддистами в статистических целях. Буддийское население сконцентрировано в Джакарте, а также в Северной Суматре, Западном Калимантане и Риау.

## Анимизм
Анимизм был распространён на территории индонезийского архипелага с древнейших времён и теряет свои позиции лишь с приходом индуизма в I веке нашей эры. Тем не менее, и сегодня верования в духов имеют место в ряде отдалённых районов страны.